# Schua-Araber
Die Schua-Araber, auch Schoa oder Schuwa, leben im Raum des Tschadsees in Zentralafrika.

## Geschichte
Die Tschadsee-Araber sind die einzigen Araber, die als „Arab“ bezeichnet werden. Auch diese Araber bilden keine einheitliche Gruppe. Sie bestehen aus den von Osten aus Ägypten eingewanderten Djuhaina und den von Norden von Tripolis aus vorgestoßenen Hassanua, die sich besonders im Westen des Tschadsees finden. Die Masse stellen die Djuhaina. Die großen Einzelgruppen der Djuhaina, die Djusm, Hemat, Ssalamat, Eregat, Missirijje, Risegat usw. haben die gemeinsame Überlieferung von Abdullah al-Djuhaini abzustammen und von Osten eingewandert zu sein. Die Hassanua sind wohl später eingewandert als die Djuhaina, aber man weiß nichts Genaues über ihre Geschichte.
Im 11. bis 13. Jahrhundert erfolgte die Auswanderung der späteren Schua-Araber von Ägypten in den Sudan. Schon bei ihrer Auswanderung aus Ägypten waren es keine reinen Araber, sondern zum großen Teil arabisierte Berber. Sie sind als Kamelzüchter mit heller Hautfarbe in den Sudan eingewandert, haben sich dann aber dort stark mit schwarzen Völkerschaften vermischt, am meisten die, welche nach dem Sudan vorstießen und hier auch zur Wirtschaftsform der Hirten des Sudans, zur Rinderzucht, übergehen mussten. So finden sich die gleichen Stammesnamen bei den Abbala (Kamelzüchtern) und den Baggara (Rinderzüchtern); letztere sind schwärzer, ja ganz schwarz, gelöster von arabischen Sitten und nicht so streng im Islam als die „roten“ Abbala. Ihre Sprache ist überall noch das Arabische, das jedoch seine Reinheit, namentlich bei den häufig mehrsprachigen Baggara, stark eingebüßt hat und als Tschadisch-Arabisch bezeichnet wird. Trotzdem steht die Beziehung zum ägyptischen Dialekt außer Zweifel. In der Sprache unterscheidet die Djuhaina nur wenig von den Hassanua.
Die Kulturbedeutung der Schua-Araber im zentralen Sudan zeigt sich am deutlichsten daran, dass die Arabische Sprache dort zur Sprache des schriftlichen Verkehrs geworden ist. Arabisch wird auch als gesprochene Sprache von vielen eingeborenen Stämmen benutzt oder doch verstanden.
Der deutsche Afrikaforscher Gustav Nachtigal erforschte in den 1870er Jahren die Geschichte und Sprache der Schua-Araber und nach 1900 der Franzose Henri Carbou und der Engländer Harold Alfred MacMichael.